# Théorème de Haavelmo
Le théorème de Haavelmo est un théorème économique selon lequel une politique budgétaire de relance peut être réalisée sans accroissement du déficit public lorsque l'État accroît l'imposition d'autant que ses dépenses de relance, et pourtant provoquer une stimulation de la croissance économique. Cela est dû au fait que l’État ponctionne de l'épargne privée qui aurait sinon été thésaurisée. La ponction de revenu a un effet positif sur la croissance par le biais de l'effet multiplicateur de la dépense publique. Le théorème porte le nom de l'économiste Trygve Haavelmo.

## Principes
La Théorie générale de l'emploi, de l'intérêt et de la monnaie est publiée en 1936 par John Maynard Keynes. Il montre qu'une hausse des dépenses publiques a un impact positif sur la croissance du fait d'un effet multiplicateur, qui sera a posteriori appelé multiplicateur keynésien (ou « multiplicateur budgétaire »). Les keynésiens partent ensuite souvent du principe selon lequel la puissance publique finance sa politique budgétaire par le biais de déficits publics (deficit spending).
Dans un article publié en 1945 dans Econometrica, Trygve Haavelmo développe une théorie connexe. Il cherche à déterminer quelle relance budgétaire est la plus efficace entre une relance financée par le déficit (et donc, à terme, par une augmentation de l'imposition), et une relance financée par une augmentation immédiate de l'imposition qui couvre les dépenses (relance budgétaire à l'équilibre). Il veut aussi comprendre s'il est possible pour une politique budgétaire expansionniste d'être réalisée à l'équilibre budgétaire.
Haavelmo aboutit à la conclusion qu'une politique budgétaire peut ne pas conduire à une hausse du déficit lorsqu'elle est financée à l'équilibre, c'est-à-dire par une hausse immédiate de l'imposition. Cela est dû au fait que, comme l'écrit Serge-Christophe Kolm, « les nouvelles dépenses publiques sont produites par des ressources (dont travail) qui auraient été oisives ». En effet, en augmentant l'imposition, l’État ponctionne une épargne qui n'aurait pas été dépensée intégralement, mais que lui dépense entièrement. Toute l'épargne qui aurait été thésaurisée par les agents économiques étant dépensée par l’État qui l'a ponctionnée, une demande supplémentaire est créée dans l'économie, stimulant la croissance. 
Ainsi, une hausse des dépenses publiques et des recettes fiscales d’un même montant provoque un accroissement du revenu national de ce montant. De ce fait, une relance en équilibre a un effet multiplicateur limité à 1, car égal au montant initial de l'imposition, lui-même égal à celui de l'imposition.

## Démonstration
On se place dans une économie fermée, et on considère :
- la production {\displaystyle Y}, dont une partie {\displaystyle y_{0}} reste constante. L'économie étant fermée, {\displaystyle Y} représente également le revenu avant impôt des ménages
- {\displaystyle I} l'investissement, supposé constant
- {\displaystyle T} les impôts ; {\displaystyle Y-T} représente alors le revenu des ménages après impôts
- {\displaystyle G} les dépenses publiques, hors dépenses de redistribution
- {\displaystyle c} la propension marginale à consommer des ménages est supposée strictement inférieure à 1, et indépendante du niveau de dépenses de l'État et du niveau des impôts
- alors que par contraste on suppose que la totalité de la dépense publique se traduit par une production supplémentaire (coefficient égal à 1, donc invisible dans l'équation qui suit)

L'équation de production s'écrit alors :
{\displaystyle Y=y_{0}+c\left(Y-T\right)+I+G\qquad (1)}
C'est-à-dire :
{\displaystyle Y={\frac {1}{1-c}}\left(y_{0}+I+G-cT\right)\qquad (2)}
On suppose que l'État décide d'augmenter son budget, tout en maintenant son solde budgétaire inchangé : {\displaystyle G} et {\displaystyle T} augmentent simultanément d'une même quantité {\displaystyle \Delta G=\Delta T} (l'État augmente autant les impôts et ses dépenses).
Toutes choses étant supposés égales par ailleurs ({\displaystyle y_{0}}, {\displaystyle I} et {\displaystyle c} ne varient pas avec la variation de budget), la nouvelle valeur de la production est alors :
{\displaystyle Y+\Delta Y={\frac {1}{1-c}}\left(y_{0}+I+\left(G+\Delta G\right)-c\left(T+\Delta G\right)\right)\qquad (3)}
Soit, par différence {\displaystyle (3)-(2)} :
{\displaystyle \Delta Y={\frac {1}{1-c}}\left(\left(\Delta G\right)-c\left(\Delta G\right)\right)={\frac {1}{1-c}}\left(\left(1-c\right)\Delta G\right)=\Delta G\qquad (4)}

## Critiques et limites

### Effet d'éviction
Le théorème d'Haavelmo se repose sur plusieurs postulats dont la réalité n'est pas certaine. Le premier de ces postulats est que le niveau d'investissement est supposé constant. Cela revient à supposer qu'il n'y a jamais d'effet d'éviction, c'est-à-dire à supposer que l'épargne des ménages n'a aucun effet économique positif sur la production, et notamment pas sur l'investissement.

### Distorsion
Ce modèle ne prend pas en compte l'effet négatif d'une hausse d'impôt sur le travail fourni par les agents et donc sur la production. Toutefois, il est possible d'imaginer un accroissement supplémentaire de l'investissement tel que le multiplicateur final sera supérieur à 1.

### Propension marginale à consommer
Ensuite, l'hypothèse d'une propension marginale à consommer ({\displaystyle c}) constante ignore la possibilité que les nouvelles activités de l'État puissent contenir la fourniture directe de biens et services, rendant une partie de l'ancienne consommation des ménages inutile (il n'est ni besoin ni possible de s'acheter un logement, si on vous fournit une HLM... en échange de vos impôts). Néanmoins, Haavelmo introduit une propension à consommer fonction du niveau d'imposition dans les développements de son article. La critique est donc à nuancer.

### Hypothèse de l'économie fermée
Enfin, l'hypothèse de l'économie fermée est souvent caduque aujourd'hui (tout particulièrement pour un « petit » pays), et l'augmentation des dépenses publiques {\displaystyle \Delta G} se traduit empiriquement le plus souvent par une hausse importante des importations.